# Believe - Il sogno si avvera
Believe - Il sogno si avvera (Believe) è un film del 2013 diretto da David Scheinmann.
Ambientato a Manchester nel 1984, il film narra un evento fittizio secondo cui il leggendario allenatore di calcio scozzese Matt Busby, dopo un lungo periodo di ritiro causato da una tragedia personale, decide di tornare in gioco per allenare una squadra di ragazzini della classe operaia capitanata dal talentuoso ma ribelle Georgie Gallagher.

## Trama
Manchester, 1984. L'undicenne Georgie Gallagher è un grande appassionato di calcio e dimostra di avere molto talento per questo sport. Dopo aver saputo che la squadra del Manchester United sta facendo le selezioni per il team giovanile, decide di procurarsi il denaro per l'audizione rubando il portafogli a un passante. Destino vuole che il derubato sia Matt Busby, famoso ex allenatore del Manchester ormai in pensione da anni che decide, grazie alla moglie Jean e all'amico Bob, di prendere Georgie sotto la sua ala dopo averne notato le potenzialità, insieme ai suoi amici.
Busby accetta l'accordo (in base al quale allenerà la squadra di Georgie in cambio del silenzio sul suo furto) con esitazione: il suo ritiro è dovuto al fatto di essere stato uno dei sopravvissuti al disastro aereo di Monaco di Baviera nel 1958, nel quale persero la vita molte persone tra cui otto ragazzi dei Busby Babes, gruppo di giovani calciatori da lui allenata, cosa che lo ha lasciato con un logorante quanto ingiustificato senso di colpa.
Per potersi pagare la partecipazione al torneo di calcio, Georgie tenta di entrare in casa del dottor Farquar, severo direttore della prestigiosa scuola privata, per rubare la quota di iscrizione che sua madre Erica, vedova da qualche anno e il cui stipendio da cameriera non basta a coprire tutte le spese che devono sostenere, aveva pagato per assicurarsi che Georgie superasse l'esame di ammissione. Georgie viene scoperto, arrestato e punito con il divieto di giocare a calcio.
Georgie trova un articolo di giornale su Busby e si rende conto che è il famoso allenatore della leggendaria squadra del Manchester United. Sentendosi tradito dalla sua squadra e da Busby per non aver rivelato prima la sua vera identità, Georgie getta la spugna e si rifiuta di giocare in finale, poiché è profondamente ferito e sente che tutti gli adulti finiscono inevitabilmente per mentirgli.
Nel giorno del 75º compleanno di Busby (il 26 maggio), la squadra si prepara a giocare la finale. Georgie sostiene l'esame con la speranza di ricevere la borsa di studio e chiede a sua madre di partecipare alla finale per fare il tifo per la sua squadra.
Intanto, senza il proprio capitano, la squadra è sotto di 2 punti. A un certo punto, Farquar interrompe il gioco con la sua amata banda di ottoni, mentre Erica si precipita a convincere Georgie a giocare la seconda metà della partita. Georgie si confida con la madre e le dice di voler vincere la coppa in onore del suo defunto padre. Negli ultimi istanti di gioco, Georgie fa gol con un calcio di punizione diretto e porta la propria squadra alla vittoria.

## Distribuzione
Il film è stato distribuito nelle sale cinematografiche del Regno Unito il 25 luglio 2014. Invece in Italia è stato trasmesso in prima visione su Sky Cinema Uno il 18 dicembre 2020.

## Riconoscimenti
- 2013 – Zurigo Film Festival[3]
  - Miglior film per bambini